# Разъезд 57
Разъезд 57 — упразднённый разъезд (населенный пункт) в Мугалжарском районе Актюбинской области Казахстана. Входил в состав Эмбинской городской администрации. Код КАТО — 154823400. Упразднен в 2019 г.

## Население
В 1999 году население разъезда составляло 260 человек (132 мужчины и 128 женщин). По данным переписи 2009 года, в разъезде проживало 39 человек (19 мужчин и 20 женщин).